# Sistema Londres
El Sistema Londres és una obertura d'escacs que sorgeix normalment després de 1.d4 i 2.Af4, o bé 1.d4, 2.Cf3 i 3.Af4. És un "sistema d'obertura" que es pot fer servir contra virtualment qualsevol defensa negra, i que conté un corpus teòric menor que moltes altres obertures. El sistema Londres és una de les obertures de peó de dama en què les blanques comencen amb 1.d4 però no plantegen el gambit de dama. Això normalment genera una partida tancada. La línia es pot comparar amb el sistema Colle, tot i que en aquest darrer l'alfil de dama es manté a c1, mentre que al sistema Londres es desenvolupa a f4 abans de tancar l'estructura, la qual cosa resulta més flexible.
Tot i que s'havia fet servir puntualment des de finals del segle xix, el sistema rep el seu nom arran del fort torneig d'escacs de Londres de 1922, quan el van fer servir jugadors com Capablanca, Alekhin, o Rubinstein.

Sverre Johnsen i Vlatko Kovačević, a la introducció del seu llibre de 2005 Win with the London System, indiquen: 

Essencialment, el Londres és un conjunt de línies sòlides en què amb 1.d4 les blanques desenvolupen ràpidament el seu alfil de dama a f4 i normalment asseguren el seu centre amb peons a c3 i e3 en lloc d'expansionar-se. Tot i que hi ha un potencial d'atac al flanc de rei, les blanques s'estructuren de manera prou flexible com per a plantejar batalla en qualsevol lloc del tauler. Històricament el desenvolupament del sistema s'ha centrat en tres variants: 
- 1.d4 d5 2.Cf3 Cf6 3.Af4
- 1.d4 Cf6 2.Cf3 e6 3.Af4
- 1.d4 Cf6 2.Cf3 g6 3.Af4

Els codis ECO de l'obertura són D02, A46, i A48.

## Descripció
La línia es va posar de moda al Torneig de Londres de 1922 com a una manera d'enfrontar-se als plantejaments hipermoderns. La línia dona a les blanques una posició sòlida, tot i que els seus crítics l'anomenent un sistema avorrit. Tot i així, l'obertura pot derivar en atacs aguts. Vlatko Kovačević i David Bronstein es troben entre els jugadors tàctics que han jugat el sistema Londres.

## Variants d'obertura

### 1.d4 d5 2.Cc3 Cf6 3.Af4
Aquesta línia es coneix normalment com a sistema o atac Jobava, en honor de Baadur Jobava.

### 1.d4 d5 2.Cf3 Cf6 3.Af4
La posició també es pot assolir via 1.d4 Cf6 2.Cf3 d5 3.Af4. Les negres poden fer qualsevol de les jugades habituals 3...c5, 3...e6, 3...Af5, 3...c6, 3...g6, o 3...Cc6.

### 1.d4 Cf6 2.Cf3 e6 3.Af4
Les negres juguen normalment 3...b6, 3...c5, o 3...d5, transposant a la variant de més amunt.

### 1.d4 Cf6 2.Cf3 g6 3.Af4
El joc continua normalment 3...Ag7 4.e3 d6 5.Ae2 0-0 6.0-0. Com és habitual a la índia de rei, les negres poden colpejar el centre amb ...c5 o ...e5. Després de 6...c5 7.c3, les negres normalment fan 7...b6, 7...Db6, 7...Cc6, 7...Ae6, o 7...cxd4. El negre pot preparar ...e5 de diferents maneres, normalment començant amb 6...Cbd7, 6...Cc6, or 6...Cfd7.
Si les negres no ho impedeixen, les blanques volen, en la situació ideal, bastir una piràmide de peons centrada a d4 i desenvolupar a bones caselles totes les pedes. Això es pot aconseguir en diferents ordres, per exemple, 1.d4, 2.Af4, 3.Cf3, 4.e3, 5.c3, 6.Cbd2, 7.Ad3.
|   | a | b | c | d | e | f | g | h |   |
| 8 | a8 negres torre · b8 negres cavall · c8 negres alfil · d8 negres dama · e8 negres rei · f8 negres alfil · g8 negres cavall · h8 negres torre · a7 negres peó · b7 negres peó · c7 negres peó · d7 negres peó · e7 negres peó · f7 negres peó · g7 negres peó · h7 negres peó · d4 blanques peó · f4 blanques alfil · c3 blanques peó · d3 blanques alfil · e3 blanques peó · f3 blanques cavall · a2 blanques peó · b2 blanques peó · d2 blanques cavall · f2 blanques peó · g2 blanques peó · h2 blanques peó · a1 blanques torre · d1 blanques dama · e1 blanques rei · h1 blanques torre | a8 negres torre · b8 negres cavall · c8 negres alfil · d8 negres dama · e8 negres rei · f8 negres alfil · g8 negres cavall · h8 negres torre · a7 negres peó · b7 negres peó · c7 negres peó · d7 negres peó · e7 negres peó · f7 negres peó · g7 negres peó · h7 negres peó · d4 blanques peó · f4 blanques alfil · c3 blanques peó · d3 blanques alfil · e3 blanques peó · f3 blanques cavall · a2 blanques peó · b2 blanques peó · d2 blanques cavall · f2 blanques peó · g2 blanques peó · h2 blanques peó · a1 blanques torre · d1 blanques dama · e1 blanques rei · h1 blanques torre | a8 negres torre · b8 negres cavall · c8 negres alfil · d8 negres dama · e8 negres rei · f8 negres alfil · g8 negres cavall · h8 negres torre · a7 negres peó · b7 negres peó · c7 negres peó · d7 negres peó · e7 negres peó · f7 negres peó · g7 negres peó · h7 negres peó · d4 blanques peó · f4 blanques alfil · c3 blanques peó · d3 blanques alfil · e3 blanques peó · f3 blanques cavall · a2 blanques peó · b2 blanques peó · d2 blanques cavall · f2 blanques peó · g2 blanques peó · h2 blanques peó · a1 blanques torre · d1 blanques dama · e1 blanques rei · h1 blanques torre | a8 negres torre · b8 negres cavall · c8 negres alfil · d8 negres dama · e8 negres rei · f8 negres alfil · g8 negres cavall · h8 negres torre · a7 negres peó · b7 negres peó · c7 negres peó · d7 negres peó · e7 negres peó · f7 negres peó · g7 negres peó · h7 negres peó · d4 blanques peó · f4 blanques alfil · c3 blanques peó · d3 blanques alfil · e3 blanques peó · f3 blanques cavall · a2 blanques peó · b2 blanques peó · d2 blanques cavall · f2 blanques peó · g2 blanques peó · h2 blanques peó · a1 blanques torre · d1 blanques dama · e1 blanques rei · h1 blanques torre | a8 negres torre · b8 negres cavall · c8 negres alfil · d8 negres dama · e8 negres rei · f8 negres alfil · g8 negres cavall · h8 negres torre · a7 negres peó · b7 negres peó · c7 negres peó · d7 negres peó · e7 negres peó · f7 negres peó · g7 negres peó · h7 negres peó · d4 blanques peó · f4 blanques alfil · c3 blanques peó · d3 blanques alfil · e3 blanques peó · f3 blanques cavall · a2 blanques peó · b2 blanques peó · d2 blanques cavall · f2 blanques peó · g2 blanques peó · h2 blanques peó · a1 blanques torre · d1 blanques dama · e1 blanques rei · h1 blanques torre | a8 negres torre · b8 negres cavall · c8 negres alfil · d8 negres dama · e8 negres rei · f8 negres alfil · g8 negres cavall · h8 negres torre · a7 negres peó · b7 negres peó · c7 negres peó · d7 negres peó · e7 negres peó · f7 negres peó · g7 negres peó · h7 negres peó · d4 blanques peó · f4 blanques alfil · c3 blanques peó · d3 blanques alfil · e3 blanques peó · f3 blanques cavall · a2 blanques peó · b2 blanques peó · d2 blanques cavall · f2 blanques peó · g2 blanques peó · h2 blanques peó · a1 blanques torre · d1 blanques dama · e1 blanques rei · h1 blanques torre | a8 negres torre · b8 negres cavall · c8 negres alfil · d8 negres dama · e8 negres rei · f8 negres alfil · g8 negres cavall · h8 negres torre · a7 negres peó · b7 negres peó · c7 negres peó · d7 negres peó · e7 negres peó · f7 negres peó · g7 negres peó · h7 negres peó · d4 blanques peó · f4 blanques alfil · c3 blanques peó · d3 blanques alfil · e3 blanques peó · f3 blanques cavall · a2 blanques peó · b2 blanques peó · d2 blanques cavall · f2 blanques peó · g2 blanques peó · h2 blanques peó · a1 blanques torre · d1 blanques dama · e1 blanques rei · h1 blanques torre | a8 negres torre · b8 negres cavall · c8 negres alfil · d8 negres dama · e8 negres rei · f8 negres alfil · g8 negres cavall · h8 negres torre · a7 negres peó · b7 negres peó · c7 negres peó · d7 negres peó · e7 negres peó · f7 negres peó · g7 negres peó · h7 negres peó · d4 blanques peó · f4 blanques alfil · c3 blanques peó · d3 blanques alfil · e3 blanques peó · f3 blanques cavall · a2 blanques peó · b2 blanques peó · d2 blanques cavall · f2 blanques peó · g2 blanques peó · h2 blanques peó · a1 blanques torre · d1 blanques dama · e1 blanques rei · h1 blanques torre | 8 |
| 7 | a8 negres torre · b8 negres cavall · c8 negres alfil · d8 negres dama · e8 negres rei · f8 negres alfil · g8 negres cavall · h8 negres torre · a7 negres peó · b7 negres peó · c7 negres peó · d7 negres peó · e7 negres peó · f7 negres peó · g7 negres peó · h7 negres peó · d4 blanques peó · f4 blanques alfil · c3 blanques peó · d3 blanques alfil · e3 blanques peó · f3 blanques cavall · a2 blanques peó · b2 blanques peó · d2 blanques cavall · f2 blanques peó · g2 blanques peó · h2 blanques peó · a1 blanques torre · d1 blanques dama · e1 blanques rei · h1 blanques torre | a8 negres torre · b8 negres cavall · c8 negres alfil · d8 negres dama · e8 negres rei · f8 negres alfil · g8 negres cavall · h8 negres torre · a7 negres peó · b7 negres peó · c7 negres peó · d7 negres peó · e7 negres peó · f7 negres peó · g7 negres peó · h7 negres peó · d4 blanques peó · f4 blanques alfil · c3 blanques peó · d3 blanques alfil · e3 blanques peó · f3 blanques cavall · a2 blanques peó · b2 blanques peó · d2 blanques cavall · f2 blanques peó · g2 blanques peó · h2 blanques peó · a1 blanques torre · d1 blanques dama · e1 blanques rei · h1 blanques torre | a8 negres torre · b8 negres cavall · c8 negres alfil · d8 negres dama · e8 negres rei · f8 negres alfil · g8 negres cavall · h8 negres torre · a7 negres peó · b7 negres peó · c7 negres peó · d7 negres peó · e7 negres peó · f7 negres peó · g7 negres peó · h7 negres peó · d4 blanques peó · f4 blanques alfil · c3 blanques peó · d3 blanques alfil · e3 blanques peó · f3 blanques cavall · a2 blanques peó · b2 blanques peó · d2 blanques cavall · f2 blanques peó · g2 blanques peó · h2 blanques peó · a1 blanques torre · d1 blanques dama · e1 blanques rei · h1 blanques torre | a8 negres torre · b8 negres cavall · c8 negres alfil · d8 negres dama · e8 negres rei · f8 negres alfil · g8 negres cavall · h8 negres torre · a7 negres peó · b7 negres peó · c7 negres peó · d7 negres peó · e7 negres peó · f7 negres peó · g7 negres peó · h7 negres peó · d4 blanques peó · f4 blanques alfil · c3 blanques peó · d3 blanques alfil · e3 blanques peó · f3 blanques cavall · a2 blanques peó · b2 blanques peó · d2 blanques cavall · f2 blanques peó · g2 blanques peó · h2 blanques peó · a1 blanques torre · d1 blanques dama · e1 blanques rei · h1 blanques torre | a8 negres torre · b8 negres cavall · c8 negres alfil · d8 negres dama · e8 negres rei · f8 negres alfil · g8 negres cavall · h8 negres torre · a7 negres peó · b7 negres peó · c7 negres peó · d7 negres peó · e7 negres peó · f7 negres peó · g7 negres peó · h7 negres peó · d4 blanques peó · f4 blanques alfil · c3 blanques peó · d3 blanques alfil · e3 blanques peó · f3 blanques cavall · a2 blanques peó · b2 blanques peó · d2 blanques cavall · f2 blanques peó · g2 blanques peó · h2 blanques peó · a1 blanques torre · d1 blanques dama · e1 blanques rei · h1 blanques torre | a8 negres torre · b8 negres cavall · c8 negres alfil · d8 negres dama · e8 negres rei · f8 negres alfil · g8 negres cavall · h8 negres torre · a7 negres peó · b7 negres peó · c7 negres peó · d7 negres peó · e7 negres peó · f7 negres peó · g7 negres peó · h7 negres peó · d4 blanques peó · f4 blanques alfil · c3 blanques peó · d3 blanques alfil · e3 blanques peó · f3 blanques cavall · a2 blanques peó · b2 blanques peó · d2 blanques cavall · f2 blanques peó · g2 blanques peó · h2 blanques peó · a1 blanques torre · d1 blanques dama · e1 blanques rei · h1 blanques torre | a8 negres torre · b8 negres cavall · c8 negres alfil · d8 negres dama · e8 negres rei · f8 negres alfil · g8 negres cavall · h8 negres torre · a7 negres peó · b7 negres peó · c7 negres peó · d7 negres peó · e7 negres peó · f7 negres peó · g7 negres peó · h7 negres peó · d4 blanques peó · f4 blanques alfil · c3 blanques peó · d3 blanques alfil · e3 blanques peó · f3 blanques cavall · a2 blanques peó · b2 blanques peó · d2 blanques cavall · f2 blanques peó · g2 blanques peó · h2 blanques peó · a1 blanques torre · d1 blanques dama · e1 blanques rei · h1 blanques torre | a8 negres torre · b8 negres cavall · c8 negres alfil · d8 negres dama · e8 negres rei · f8 negres alfil · g8 negres cavall · h8 negres torre · a7 negres peó · b7 negres peó · c7 negres peó · d7 negres peó · e7 negres peó · f7 negres peó · g7 negres peó · h7 negres peó · d4 blanques peó · f4 blanques alfil · c3 blanques peó · d3 blanques alfil · e3 blanques peó · f3 blanques cavall · a2 blanques peó · b2 blanques peó · d2 blanques cavall · f2 blanques peó · g2 blanques peó · h2 blanques peó · a1 blanques torre · d1 blanques dama · e1 blanques rei · h1 blanques torre | 7 |
| 6 | a8 negres torre · b8 negres cavall · c8 negres alfil · d8 negres dama · e8 negres rei · f8 negres alfil · g8 negres cavall · h8 negres torre · a7 negres peó · b7 negres peó · c7 negres peó · d7 negres peó · e7 negres peó · f7 negres peó · g7 negres peó · h7 negres peó · d4 blanques peó · f4 blanques alfil · c3 blanques peó · d3 blanques alfil · e3 blanques peó · f3 blanques cavall · a2 blanques peó · b2 blanques peó · d2 blanques cavall · f2 blanques peó · g2 blanques peó · h2 blanques peó · a1 blanques torre · d1 blanques dama · e1 blanques rei · h1 blanques torre | a8 negres torre · b8 negres cavall · c8 negres alfil · d8 negres dama · e8 negres rei · f8 negres alfil · g8 negres cavall · h8 negres torre · a7 negres peó · b7 negres peó · c7 negres peó · d7 negres peó · e7 negres peó · f7 negres peó · g7 negres peó · h7 negres peó · d4 blanques peó · f4 blanques alfil · c3 blanques peó · d3 blanques alfil · e3 blanques peó · f3 blanques cavall · a2 blanques peó · b2 blanques peó · d2 blanques cavall · f2 blanques peó · g2 blanques peó · h2 blanques peó · a1 blanques torre · d1 blanques dama · e1 blanques rei · h1 blanques torre | a8 negres torre · b8 negres cavall · c8 negres alfil · d8 negres dama · e8 negres rei · f8 negres alfil · g8 negres cavall · h8 negres torre · a7 negres peó · b7 negres peó · c7 negres peó · d7 negres peó · e7 negres peó · f7 negres peó · g7 negres peó · h7 negres peó · d4 blanques peó · f4 blanques alfil · c3 blanques peó · d3 blanques alfil · e3 blanques peó · f3 blanques cavall · a2 blanques peó · b2 blanques peó · d2 blanques cavall · f2 blanques peó · g2 blanques peó · h2 blanques peó · a1 blanques torre · d1 blanques dama · e1 blanques rei · h1 blanques torre | a8 negres torre · b8 negres cavall · c8 negres alfil · d8 negres dama · e8 negres rei · f8 negres alfil · g8 negres cavall · h8 negres torre · a7 negres peó · b7 negres peó · c7 negres peó · d7 negres peó · e7 negres peó · f7 negres peó · g7 negres peó · h7 negres peó · d4 blanques peó · f4 blanques alfil · c3 blanques peó · d3 blanques alfil · e3 blanques peó · f3 blanques cavall · a2 blanques peó · b2 blanques peó · d2 blanques cavall · f2 blanques peó · g2 blanques peó · h2 blanques peó · a1 blanques torre · d1 blanques dama · e1 blanques rei · h1 blanques torre | a8 negres torre · b8 negres cavall · c8 negres alfil · d8 negres dama · e8 negres rei · f8 negres alfil · g8 negres cavall · h8 negres torre · a7 negres peó · b7 negres peó · c7 negres peó · d7 negres peó · e7 negres peó · f7 negres peó · g7 negres peó · h7 negres peó · d4 blanques peó · f4 blanques alfil · c3 blanques peó · d3 blanques alfil · e3 blanques peó · f3 blanques cavall · a2 blanques peó · b2 blanques peó · d2 blanques cavall · f2 blanques peó · g2 blanques peó · h2 blanques peó · a1 blanques torre · d1 blanques dama · e1 blanques rei · h1 blanques torre | a8 negres torre · b8 negres cavall · c8 negres alfil · d8 negres dama · e8 negres rei · f8 negres alfil · g8 negres cavall · h8 negres torre · a7 negres peó · b7 negres peó · c7 negres peó · d7 negres peó · e7 negres peó · f7 negres peó · g7 negres peó · h7 negres peó · d4 blanques peó · f4 blanques alfil · c3 blanques peó · d3 blanques alfil · e3 blanques peó · f3 blanques cavall · a2 blanques peó · b2 blanques peó · d2 blanques cavall · f2 blanques peó · g2 blanques peó · h2 blanques peó · a1 blanques torre · d1 blanques dama · e1 blanques rei · h1 blanques torre | a8 negres torre · b8 negres cavall · c8 negres alfil · d8 negres dama · e8 negres rei · f8 negres alfil · g8 negres cavall · h8 negres torre · a7 negres peó · b7 negres peó · c7 negres peó · d7 negres peó · e7 negres peó · f7 negres peó · g7 negres peó · h7 negres peó · d4 blanques peó · f4 blanques alfil · c3 blanques peó · d3 blanques alfil · e3 blanques peó · f3 blanques cavall · a2 blanques peó · b2 blanques peó · d2 blanques cavall · f2 blanques peó · g2 blanques peó · h2 blanques peó · a1 blanques torre · d1 blanques dama · e1 blanques rei · h1 blanques torre | a8 negres torre · b8 negres cavall · c8 negres alfil · d8 negres dama · e8 negres rei · f8 negres alfil · g8 negres cavall · h8 negres torre · a7 negres peó · b7 negres peó · c7 negres peó · d7 negres peó · e7 negres peó · f7 negres peó · g7 negres peó · h7 negres peó · d4 blanques peó · f4 blanques alfil · c3 blanques peó · d3 blanques alfil · e3 blanques peó · f3 blanques cavall · a2 blanques peó · b2 blanques peó · d2 blanques cavall · f2 blanques peó · g2 blanques peó · h2 blanques peó · a1 blanques torre · d1 blanques dama · e1 blanques rei · h1 blanques torre | 6 |
| 5 | a8 negres torre · b8 negres cavall · c8 negres alfil · d8 negres dama · e8 negres rei · f8 negres alfil · g8 negres cavall · h8 negres torre · a7 negres peó · b7 negres peó · c7 negres peó · d7 negres peó · e7 negres peó · f7 negres peó · g7 negres peó · h7 negres peó · d4 blanques peó · f4 blanques alfil · c3 blanques peó · d3 blanques alfil · e3 blanques peó · f3 blanques cavall · a2 blanques peó · b2 blanques peó · d2 blanques cavall · f2 blanques peó · g2 blanques peó · h2 blanques peó · a1 blanques torre · d1 blanques dama · e1 blanques rei · h1 blanques torre | a8 negres torre · b8 negres cavall · c8 negres alfil · d8 negres dama · e8 negres rei · f8 negres alfil · g8 negres cavall · h8 negres torre · a7 negres peó · b7 negres peó · c7 negres peó · d7 negres peó · e7 negres peó · f7 negres peó · g7 negres peó · h7 negres peó · d4 blanques peó · f4 blanques alfil · c3 blanques peó · d3 blanques alfil · e3 blanques peó · f3 blanques cavall · a2 blanques peó · b2 blanques peó · d2 blanques cavall · f2 blanques peó · g2 blanques peó · h2 blanques peó · a1 blanques torre · d1 blanques dama · e1 blanques rei · h1 blanques torre | a8 negres torre · b8 negres cavall · c8 negres alfil · d8 negres dama · e8 negres rei · f8 negres alfil · g8 negres cavall · h8 negres torre · a7 negres peó · b7 negres peó · c7 negres peó · d7 negres peó · e7 negres peó · f7 negres peó · g7 negres peó · h7 negres peó · d4 blanques peó · f4 blanques alfil · c3 blanques peó · d3 blanques alfil · e3 blanques peó · f3 blanques cavall · a2 blanques peó · b2 blanques peó · d2 blanques cavall · f2 blanques peó · g2 blanques peó · h2 blanques peó · a1 blanques torre · d1 blanques dama · e1 blanques rei · h1 blanques torre | a8 negres torre · b8 negres cavall · c8 negres alfil · d8 negres dama · e8 negres rei · f8 negres alfil · g8 negres cavall · h8 negres torre · a7 negres peó · b7 negres peó · c7 negres peó · d7 negres peó · e7 negres peó · f7 negres peó · g7 negres peó · h7 negres peó · d4 blanques peó · f4 blanques alfil · c3 blanques peó · d3 blanques alfil · e3 blanques peó · f3 blanques cavall · a2 blanques peó · b2 blanques peó · d2 blanques cavall · f2 blanques peó · g2 blanques peó · h2 blanques peó · a1 blanques torre · d1 blanques dama · e1 blanques rei · h1 blanques torre | a8 negres torre · b8 negres cavall · c8 negres alfil · d8 negres dama · e8 negres rei · f8 negres alfil · g8 negres cavall · h8 negres torre · a7 negres peó · b7 negres peó · c7 negres peó · d7 negres peó · e7 negres peó · f7 negres peó · g7 negres peó · h7 negres peó · d4 blanques peó · f4 blanques alfil · c3 blanques peó · d3 blanques alfil · e3 blanques peó · f3 blanques cavall · a2 blanques peó · b2 blanques peó · d2 blanques cavall · f2 blanques peó · g2 blanques peó · h2 blanques peó · a1 blanques torre · d1 blanques dama · e1 blanques rei · h1 blanques torre | a8 negres torre · b8 negres cavall · c8 negres alfil · d8 negres dama · e8 negres rei · f8 negres alfil · g8 negres cavall · h8 negres torre · a7 negres peó · b7 negres peó · c7 negres peó · d7 negres peó · e7 negres peó · f7 negres peó · g7 negres peó · h7 negres peó · d4 blanques peó · f4 blanques alfil · c3 blanques peó · d3 blanques alfil · e3 blanques peó · f3 blanques cavall · a2 blanques peó · b2 blanques peó · d2 blanques cavall · f2 blanques peó · g2 blanques peó · h2 blanques peó · a1 blanques torre · d1 blanques dama · e1 blanques rei · h1 blanques torre | a8 negres torre · b8 negres cavall · c8 negres alfil · d8 negres dama · e8 negres rei · f8 negres alfil · g8 negres cavall · h8 negres torre · a7 negres peó · b7 negres peó · c7 negres peó · d7 negres peó · e7 negres peó · f7 negres peó · g7 negres peó · h7 negres peó · d4 blanques peó · f4 blanques alfil · c3 blanques peó · d3 blanques alfil · e3 blanques peó · f3 blanques cavall · a2 blanques peó · b2 blanques peó · d2 blanques cavall · f2 blanques peó · g2 blanques peó · h2 blanques peó · a1 blanques torre · d1 blanques dama · e1 blanques rei · h1 blanques torre | a8 negres torre · b8 negres cavall · c8 negres alfil · d8 negres dama · e8 negres rei · f8 negres alfil · g8 negres cavall · h8 negres torre · a7 negres peó · b7 negres peó · c7 negres peó · d7 negres peó · e7 negres peó · f7 negres peó · g7 negres peó · h7 negres peó · d4 blanques peó · f4 blanques alfil · c3 blanques peó · d3 blanques alfil · e3 blanques peó · f3 blanques cavall · a2 blanques peó · b2 blanques peó · d2 blanques cavall · f2 blanques peó · g2 blanques peó · h2 blanques peó · a1 blanques torre · d1 blanques dama · e1 blanques rei · h1 blanques torre | 5 |
| 4 | a8 negres torre · b8 negres cavall · c8 negres alfil · d8 negres dama · e8 negres rei · f8 negres alfil · g8 negres cavall · h8 negres torre · a7 negres peó · b7 negres peó · c7 negres peó · d7 negres peó · e7 negres peó · f7 negres peó · g7 negres peó · h7 negres peó · d4 blanques peó · f4 blanques alfil · c3 blanques peó · d3 blanques alfil · e3 blanques peó · f3 blanques cavall · a2 blanques peó · b2 blanques peó · d2 blanques cavall · f2 blanques peó · g2 blanques peó · h2 blanques peó · a1 blanques torre · d1 blanques dama · e1 blanques rei · h1 blanques torre | a8 negres torre · b8 negres cavall · c8 negres alfil · d8 negres dama · e8 negres rei · f8 negres alfil · g8 negres cavall · h8 negres torre · a7 negres peó · b7 negres peó · c7 negres peó · d7 negres peó · e7 negres peó · f7 negres peó · g7 negres peó · h7 negres peó · d4 blanques peó · f4 blanques alfil · c3 blanques peó · d3 blanques alfil · e3 blanques peó · f3 blanques cavall · a2 blanques peó · b2 blanques peó · d2 blanques cavall · f2 blanques peó · g2 blanques peó · h2 blanques peó · a1 blanques torre · d1 blanques dama · e1 blanques rei · h1 blanques torre | a8 negres torre · b8 negres cavall · c8 negres alfil · d8 negres dama · e8 negres rei · f8 negres alfil · g8 negres cavall · h8 negres torre · a7 negres peó · b7 negres peó · c7 negres peó · d7 negres peó · e7 negres peó · f7 negres peó · g7 negres peó · h7 negres peó · d4 blanques peó · f4 blanques alfil · c3 blanques peó · d3 blanques alfil · e3 blanques peó · f3 blanques cavall · a2 blanques peó · b2 blanques peó · d2 blanques cavall · f2 blanques peó · g2 blanques peó · h2 blanques peó · a1 blanques torre · d1 blanques dama · e1 blanques rei · h1 blanques torre | a8 negres torre · b8 negres cavall · c8 negres alfil · d8 negres dama · e8 negres rei · f8 negres alfil · g8 negres cavall · h8 negres torre · a7 negres peó · b7 negres peó · c7 negres peó · d7 negres peó · e7 negres peó · f7 negres peó · g7 negres peó · h7 negres peó · d4 blanques peó · f4 blanques alfil · c3 blanques peó · d3 blanques alfil · e3 blanques peó · f3 blanques cavall · a2 blanques peó · b2 blanques peó · d2 blanques cavall · f2 blanques peó · g2 blanques peó · h2 blanques peó · a1 blanques torre · d1 blanques dama · e1 blanques rei · h1 blanques torre | a8 negres torre · b8 negres cavall · c8 negres alfil · d8 negres dama · e8 negres rei · f8 negres alfil · g8 negres cavall · h8 negres torre · a7 negres peó · b7 negres peó · c7 negres peó · d7 negres peó · e7 negres peó · f7 negres peó · g7 negres peó · h7 negres peó · d4 blanques peó · f4 blanques alfil · c3 blanques peó · d3 blanques alfil · e3 blanques peó · f3 blanques cavall · a2 blanques peó · b2 blanques peó · d2 blanques cavall · f2 blanques peó · g2 blanques peó · h2 blanques peó · a1 blanques torre · d1 blanques dama · e1 blanques rei · h1 blanques torre | a8 negres torre · b8 negres cavall · c8 negres alfil · d8 negres dama · e8 negres rei · f8 negres alfil · g8 negres cavall · h8 negres torre · a7 negres peó · b7 negres peó · c7 negres peó · d7 negres peó · e7 negres peó · f7 negres peó · g7 negres peó · h7 negres peó · d4 blanques peó · f4 blanques alfil · c3 blanques peó · d3 blanques alfil · e3 blanques peó · f3 blanques cavall · a2 blanques peó · b2 blanques peó · d2 blanques cavall · f2 blanques peó · g2 blanques peó · h2 blanques peó · a1 blanques torre · d1 blanques dama · e1 blanques rei · h1 blanques torre | a8 negres torre · b8 negres cavall · c8 negres alfil · d8 negres dama · e8 negres rei · f8 negres alfil · g8 negres cavall · h8 negres torre · a7 negres peó · b7 negres peó · c7 negres peó · d7 negres peó · e7 negres peó · f7 negres peó · g7 negres peó · h7 negres peó · d4 blanques peó · f4 blanques alfil · c3 blanques peó · d3 blanques alfil · e3 blanques peó · f3 blanques cavall · a2 blanques peó · b2 blanques peó · d2 blanques cavall · f2 blanques peó · g2 blanques peó · h2 blanques peó · a1 blanques torre · d1 blanques dama · e1 blanques rei · h1 blanques torre | a8 negres torre · b8 negres cavall · c8 negres alfil · d8 negres dama · e8 negres rei · f8 negres alfil · g8 negres cavall · h8 negres torre · a7 negres peó · b7 negres peó · c7 negres peó · d7 negres peó · e7 negres peó · f7 negres peó · g7 negres peó · h7 negres peó · d4 blanques peó · f4 blanques alfil · c3 blanques peó · d3 blanques alfil · e3 blanques peó · f3 blanques cavall · a2 blanques peó · b2 blanques peó · d2 blanques cavall · f2 blanques peó · g2 blanques peó · h2 blanques peó · a1 blanques torre · d1 blanques dama · e1 blanques rei · h1 blanques torre | 4 |
| 3 | a8 negres torre · b8 negres cavall · c8 negres alfil · d8 negres dama · e8 negres rei · f8 negres alfil · g8 negres cavall · h8 negres torre · a7 negres peó · b7 negres peó · c7 negres peó · d7 negres peó · e7 negres peó · f7 negres peó · g7 negres peó · h7 negres peó · d4 blanques peó · f4 blanques alfil · c3 blanques peó · d3 blanques alfil · e3 blanques peó · f3 blanques cavall · a2 blanques peó · b2 blanques peó · d2 blanques cavall · f2 blanques peó · g2 blanques peó · h2 blanques peó · a1 blanques torre · d1 blanques dama · e1 blanques rei · h1 blanques torre | a8 negres torre · b8 negres cavall · c8 negres alfil · d8 negres dama · e8 negres rei · f8 negres alfil · g8 negres cavall · h8 negres torre · a7 negres peó · b7 negres peó · c7 negres peó · d7 negres peó · e7 negres peó · f7 negres peó · g7 negres peó · h7 negres peó · d4 blanques peó · f4 blanques alfil · c3 blanques peó · d3 blanques alfil · e3 blanques peó · f3 blanques cavall · a2 blanques peó · b2 blanques peó · d2 blanques cavall · f2 blanques peó · g2 blanques peó · h2 blanques peó · a1 blanques torre · d1 blanques dama · e1 blanques rei · h1 blanques torre | a8 negres torre · b8 negres cavall · c8 negres alfil · d8 negres dama · e8 negres rei · f8 negres alfil · g8 negres cavall · h8 negres torre · a7 negres peó · b7 negres peó · c7 negres peó · d7 negres peó · e7 negres peó · f7 negres peó · g7 negres peó · h7 negres peó · d4 blanques peó · f4 blanques alfil · c3 blanques peó · d3 blanques alfil · e3 blanques peó · f3 blanques cavall · a2 blanques peó · b2 blanques peó · d2 blanques cavall · f2 blanques peó · g2 blanques peó · h2 blanques peó · a1 blanques torre · d1 blanques dama · e1 blanques rei · h1 blanques torre | a8 negres torre · b8 negres cavall · c8 negres alfil · d8 negres dama · e8 negres rei · f8 negres alfil · g8 negres cavall · h8 negres torre · a7 negres peó · b7 negres peó · c7 negres peó · d7 negres peó · e7 negres peó · f7 negres peó · g7 negres peó · h7 negres peó · d4 blanques peó · f4 blanques alfil · c3 blanques peó · d3 blanques alfil · e3 blanques peó · f3 blanques cavall · a2 blanques peó · b2 blanques peó · d2 blanques cavall · f2 blanques peó · g2 blanques peó · h2 blanques peó · a1 blanques torre · d1 blanques dama · e1 blanques rei · h1 blanques torre | a8 negres torre · b8 negres cavall · c8 negres alfil · d8 negres dama · e8 negres rei · f8 negres alfil · g8 negres cavall · h8 negres torre · a7 negres peó · b7 negres peó · c7 negres peó · d7 negres peó · e7 negres peó · f7 negres peó · g7 negres peó · h7 negres peó · d4 blanques peó · f4 blanques alfil · c3 blanques peó · d3 blanques alfil · e3 blanques peó · f3 blanques cavall · a2 blanques peó · b2 blanques peó · d2 blanques cavall · f2 blanques peó · g2 blanques peó · h2 blanques peó · a1 blanques torre · d1 blanques dama · e1 blanques rei · h1 blanques torre | a8 negres torre · b8 negres cavall · c8 negres alfil · d8 negres dama · e8 negres rei · f8 negres alfil · g8 negres cavall · h8 negres torre · a7 negres peó · b7 negres peó · c7 negres peó · d7 negres peó · e7 negres peó · f7 negres peó · g7 negres peó · h7 negres peó · d4 blanques peó · f4 blanques alfil · c3 blanques peó · d3 blanques alfil · e3 blanques peó · f3 blanques cavall · a2 blanques peó · b2 blanques peó · d2 blanques cavall · f2 blanques peó · g2 blanques peó · h2 blanques peó · a1 blanques torre · d1 blanques dama · e1 blanques rei · h1 blanques torre | a8 negres torre · b8 negres cavall · c8 negres alfil · d8 negres dama · e8 negres rei · f8 negres alfil · g8 negres cavall · h8 negres torre · a7 negres peó · b7 negres peó · c7 negres peó · d7 negres peó · e7 negres peó · f7 negres peó · g7 negres peó · h7 negres peó · d4 blanques peó · f4 blanques alfil · c3 blanques peó · d3 blanques alfil · e3 blanques peó · f3 blanques cavall · a2 blanques peó · b2 blanques peó · d2 blanques cavall · f2 blanques peó · g2 blanques peó · h2 blanques peó · a1 blanques torre · d1 blanques dama · e1 blanques rei · h1 blanques torre | a8 negres torre · b8 negres cavall · c8 negres alfil · d8 negres dama · e8 negres rei · f8 negres alfil · g8 negres cavall · h8 negres torre · a7 negres peó · b7 negres peó · c7 negres peó · d7 negres peó · e7 negres peó · f7 negres peó · g7 negres peó · h7 negres peó · d4 blanques peó · f4 blanques alfil · c3 blanques peó · d3 blanques alfil · e3 blanques peó · f3 blanques cavall · a2 blanques peó · b2 blanques peó · d2 blanques cavall · f2 blanques peó · g2 blanques peó · h2 blanques peó · a1 blanques torre · d1 blanques dama · e1 blanques rei · h1 blanques torre | 3 |
| 2 | a8 negres torre · b8 negres cavall · c8 negres alfil · d8 negres dama · e8 negres rei · f8 negres alfil · g8 negres cavall · h8 negres torre · a7 negres peó · b7 negres peó · c7 negres peó · d7 negres peó · e7 negres peó · f7 negres peó · g7 negres peó · h7 negres peó · d4 blanques peó · f4 blanques alfil · c3 blanques peó · d3 blanques alfil · e3 blanques peó · f3 blanques cavall · a2 blanques peó · b2 blanques peó · d2 blanques cavall · f2 blanques peó · g2 blanques peó · h2 blanques peó · a1 blanques torre · d1 blanques dama · e1 blanques rei · h1 blanques torre | a8 negres torre · b8 negres cavall · c8 negres alfil · d8 negres dama · e8 negres rei · f8 negres alfil · g8 negres cavall · h8 negres torre · a7 negres peó · b7 negres peó · c7 negres peó · d7 negres peó · e7 negres peó · f7 negres peó · g7 negres peó · h7 negres peó · d4 blanques peó · f4 blanques alfil · c3 blanques peó · d3 blanques alfil · e3 blanques peó · f3 blanques cavall · a2 blanques peó · b2 blanques peó · d2 blanques cavall · f2 blanques peó · g2 blanques peó · h2 blanques peó · a1 blanques torre · d1 blanques dama · e1 blanques rei · h1 blanques torre | a8 negres torre · b8 negres cavall · c8 negres alfil · d8 negres dama · e8 negres rei · f8 negres alfil · g8 negres cavall · h8 negres torre · a7 negres peó · b7 negres peó · c7 negres peó · d7 negres peó · e7 negres peó · f7 negres peó · g7 negres peó · h7 negres peó · d4 blanques peó · f4 blanques alfil · c3 blanques peó · d3 blanques alfil · e3 blanques peó · f3 blanques cavall · a2 blanques peó · b2 blanques peó · d2 blanques cavall · f2 blanques peó · g2 blanques peó · h2 blanques peó · a1 blanques torre · d1 blanques dama · e1 blanques rei · h1 blanques torre | a8 negres torre · b8 negres cavall · c8 negres alfil · d8 negres dama · e8 negres rei · f8 negres alfil · g8 negres cavall · h8 negres torre · a7 negres peó · b7 negres peó · c7 negres peó · d7 negres peó · e7 negres peó · f7 negres peó · g7 negres peó · h7 negres peó · d4 blanques peó · f4 blanques alfil · c3 blanques peó · d3 blanques alfil · e3 blanques peó · f3 blanques cavall · a2 blanques peó · b2 blanques peó · d2 blanques cavall · f2 blanques peó · g2 blanques peó · h2 blanques peó · a1 blanques torre · d1 blanques dama · e1 blanques rei · h1 blanques torre | a8 negres torre · b8 negres cavall · c8 negres alfil · d8 negres dama · e8 negres rei · f8 negres alfil · g8 negres cavall · h8 negres torre · a7 negres peó · b7 negres peó · c7 negres peó · d7 negres peó · e7 negres peó · f7 negres peó · g7 negres peó · h7 negres peó · d4 blanques peó · f4 blanques alfil · c3 blanques peó · d3 blanques alfil · e3 blanques peó · f3 blanques cavall · a2 blanques peó · b2 blanques peó · d2 blanques cavall · f2 blanques peó · g2 blanques peó · h2 blanques peó · a1 blanques torre · d1 blanques dama · e1 blanques rei · h1 blanques torre | a8 negres torre · b8 negres cavall · c8 negres alfil · d8 negres dama · e8 negres rei · f8 negres alfil · g8 negres cavall · h8 negres torre · a7 negres peó · b7 negres peó · c7 negres peó · d7 negres peó · e7 negres peó · f7 negres peó · g7 negres peó · h7 negres peó · d4 blanques peó · f4 blanques alfil · c3 blanques peó · d3 blanques alfil · e3 blanques peó · f3 blanques cavall · a2 blanques peó · b2 blanques peó · d2 blanques cavall · f2 blanques peó · g2 blanques peó · h2 blanques peó · a1 blanques torre · d1 blanques dama · e1 blanques rei · h1 blanques torre | a8 negres torre · b8 negres cavall · c8 negres alfil · d8 negres dama · e8 negres rei · f8 negres alfil · g8 negres cavall · h8 negres torre · a7 negres peó · b7 negres peó · c7 negres peó · d7 negres peó · e7 negres peó · f7 negres peó · g7 negres peó · h7 negres peó · d4 blanques peó · f4 blanques alfil · c3 blanques peó · d3 blanques alfil · e3 blanques peó · f3 blanques cavall · a2 blanques peó · b2 blanques peó · d2 blanques cavall · f2 blanques peó · g2 blanques peó · h2 blanques peó · a1 blanques torre · d1 blanques dama · e1 blanques rei · h1 blanques torre | a8 negres torre · b8 negres cavall · c8 negres alfil · d8 negres dama · e8 negres rei · f8 negres alfil · g8 negres cavall · h8 negres torre · a7 negres peó · b7 negres peó · c7 negres peó · d7 negres peó · e7 negres peó · f7 negres peó · g7 negres peó · h7 negres peó · d4 blanques peó · f4 blanques alfil · c3 blanques peó · d3 blanques alfil · e3 blanques peó · f3 blanques cavall · a2 blanques peó · b2 blanques peó · d2 blanques cavall · f2 blanques peó · g2 blanques peó · h2 blanques peó · a1 blanques torre · d1 blanques dama · e1 blanques rei · h1 blanques torre | 2 |
| 1 | a8 negres torre · b8 negres cavall · c8 negres alfil · d8 negres dama · e8 negres rei · f8 negres alfil · g8 negres cavall · h8 negres torre · a7 negres peó · b7 negres peó · c7 negres peó · d7 negres peó · e7 negres peó · f7 negres peó · g7 negres peó · h7 negres peó · d4 blanques peó · f4 blanques alfil · c3 blanques peó · d3 blanques alfil · e3 blanques peó · f3 blanques cavall · a2 blanques peó · b2 blanques peó · d2 blanques cavall · f2 blanques peó · g2 blanques peó · h2 blanques peó · a1 blanques torre · d1 blanques dama · e1 blanques rei · h1 blanques torre | a8 negres torre · b8 negres cavall · c8 negres alfil · d8 negres dama · e8 negres rei · f8 negres alfil · g8 negres cavall · h8 negres torre · a7 negres peó · b7 negres peó · c7 negres peó · d7 negres peó · e7 negres peó · f7 negres peó · g7 negres peó · h7 negres peó · d4 blanques peó · f4 blanques alfil · c3 blanques peó · d3 blanques alfil · e3 blanques peó · f3 blanques cavall · a2 blanques peó · b2 blanques peó · d2 blanques cavall · f2 blanques peó · g2 blanques peó · h2 blanques peó · a1 blanques torre · d1 blanques dama · e1 blanques rei · h1 blanques torre | a8 negres torre · b8 negres cavall · c8 negres alfil · d8 negres dama · e8 negres rei · f8 negres alfil · g8 negres cavall · h8 negres torre · a7 negres peó · b7 negres peó · c7 negres peó · d7 negres peó · e7 negres peó · f7 negres peó · g7 negres peó · h7 negres peó · d4 blanques peó · f4 blanques alfil · c3 blanques peó · d3 blanques alfil · e3 blanques peó · f3 blanques cavall · a2 blanques peó · b2 blanques peó · d2 blanques cavall · f2 blanques peó · g2 blanques peó · h2 blanques peó · a1 blanques torre · d1 blanques dama · e1 blanques rei · h1 blanques torre | a8 negres torre · b8 negres cavall · c8 negres alfil · d8 negres dama · e8 negres rei · f8 negres alfil · g8 negres cavall · h8 negres torre · a7 negres peó · b7 negres peó · c7 negres peó · d7 negres peó · e7 negres peó · f7 negres peó · g7 negres peó · h7 negres peó · d4 blanques peó · f4 blanques alfil · c3 blanques peó · d3 blanques alfil · e3 blanques peó · f3 blanques cavall · a2 blanques peó · b2 blanques peó · d2 blanques cavall · f2 blanques peó · g2 blanques peó · h2 blanques peó · a1 blanques torre · d1 blanques dama · e1 blanques rei · h1 blanques torre | a8 negres torre · b8 negres cavall · c8 negres alfil · d8 negres dama · e8 negres rei · f8 negres alfil · g8 negres cavall · h8 negres torre · a7 negres peó · b7 negres peó · c7 negres peó · d7 negres peó · e7 negres peó · f7 negres peó · g7 negres peó · h7 negres peó · d4 blanques peó · f4 blanques alfil · c3 blanques peó · d3 blanques alfil · e3 blanques peó · f3 blanques cavall · a2 blanques peó · b2 blanques peó · d2 blanques cavall · f2 blanques peó · g2 blanques peó · h2 blanques peó · a1 blanques torre · d1 blanques dama · e1 blanques rei · h1 blanques torre | a8 negres torre · b8 negres cavall · c8 negres alfil · d8 negres dama · e8 negres rei · f8 negres alfil · g8 negres cavall · h8 negres torre · a7 negres peó · b7 negres peó · c7 negres peó · d7 negres peó · e7 negres peó · f7 negres peó · g7 negres peó · h7 negres peó · d4 blanques peó · f4 blanques alfil · c3 blanques peó · d3 blanques alfil · e3 blanques peó · f3 blanques cavall · a2 blanques peó · b2 blanques peó · d2 blanques cavall · f2 blanques peó · g2 blanques peó · h2 blanques peó · a1 blanques torre · d1 blanques dama · e1 blanques rei · h1 blanques torre | a8 negres torre · b8 negres cavall · c8 negres alfil · d8 negres dama · e8 negres rei · f8 negres alfil · g8 negres cavall · h8 negres torre · a7 negres peó · b7 negres peó · c7 negres peó · d7 negres peó · e7 negres peó · f7 negres peó · g7 negres peó · h7 negres peó · d4 blanques peó · f4 blanques alfil · c3 blanques peó · d3 blanques alfil · e3 blanques peó · f3 blanques cavall · a2 blanques peó · b2 blanques peó · d2 blanques cavall · f2 blanques peó · g2 blanques peó · h2 blanques peó · a1 blanques torre · d1 blanques dama · e1 blanques rei · h1 blanques torre | a8 negres torre · b8 negres cavall · c8 negres alfil · d8 negres dama · e8 negres rei · f8 negres alfil · g8 negres cavall · h8 negres torre · a7 negres peó · b7 negres peó · c7 negres peó · d7 negres peó · e7 negres peó · f7 negres peó · g7 negres peó · h7 negres peó · d4 blanques peó · f4 blanques alfil · c3 blanques peó · d3 blanques alfil · e3 blanques peó · f3 blanques cavall · a2 blanques peó · b2 blanques peó · d2 blanques cavall · f2 blanques peó · g2 blanques peó · h2 blanques peó · a1 blanques torre · d1 blanques dama · e1 blanques rei · h1 blanques torre | 1 |
|   | a | b | c | d | e | f | g | h |   |

## Partides d'exemple
- Gata Kamsky vs. Samuel Shankland, Sturbridge, MA 2014: 
1.d4 Nf6 2.Bf4 d5 3.e3 e6 4.Nd2 c5 5.c3 Nc6 6.Ngf3 Bd6 7.Bg3 0-0 8.Bd3 Qe7 9.Ne5 Nd7 10.Nxd7! Bxd7 11.Bxd6 Qxd6 12.dxc5 Qxc5? 13.Bxh7+!! Kxh7 14.Qh5+ Kg8 15.Ne4 Qc4 16.Ng5 Rfd8 17.Qxf7+ Kh8 18.Qh5+ Kg8 19.Rd1! e5 20.Qf7+ Kh8 21.e4 Ne7 22.Qxe7 Bb5 23.Rd2 Qxa2 24.Qf7 Qa1+ 25.Rd1 Qxb2 26.Qh5+ Kg8 27.Qh7+ Kf8 28.Qh8+ Ke7 29.Qxg7+ Kd6 30.Rxd5+ Kc6 31.Qf6+ 1–0[7]
- Magnus Carlsen vs. Evgeny Tomashevsky, Wijk aan Zee NED 2016: 
1.d4 Nf6 2.Nf3 e6 3.Bf4 b6 4.e3 Bb7 5.h3 Be7 6.Bd3 0-0 7.0-0 c5 8.c3 Nc6 9.Nbd2 d5 10.Qe2 Bd6 11.Rfe1!? Ne7?! 12.Rad1 Ng6?! 13.Bxg6! hxg6 14.Bxd6! Qxd6 15.Ne5 g5 16.f4!! gxf4 17.Rf1! Nd7! 18.Qh5! Nf6?! 19.Qh4! Qd8 20.Rxf4 Ne4? 21.Nxe4 Qxh4 22.Rxh4 dxe4 23.dxc5 bxc5 24.Rd7! Rab8 25.b3! a5 26.Rc7 a4 27.bxa4 Ba8 28.a5 Rb7 29.Rxc5 Ra7 30.Nc4 1–0 (les negres abandonen)[8]